# Liste von Persönlichkeiten der Universität Hohenheim
Dies ist eine Liste von Persönlichkeiten der Universität Hohenheim.

## Liste

### A
- Wolfram Achtnich (1923–2008), Pflanzenbauwissenschaftler
- Friedrich Aereboe (1865–1942), Agrarökonom
- Gerhardt Alleweldt (1927–2005), Wissenschaftler auf dem Gebiet des Weinbaus und Züchter neuer Rebsorten
- Muhterem Aras (* 1966), Politikerin von Bündnis 90/Die Grünen, Landtagspräsidentin von Baden-Württemberg seit 2016
- Walter Aufhammer (* 1938), Pflanzenbauwissenschaftler

### B
- Ernst Back (1881–1959), Professor für Physik und Meteorologie in Hohenheim
- Enno Bahrs (* 1967), Agrarökonom
- Johann Wilhelm Baumeister (1804–1846), Hochschullehrer für Tierarzneikunde, Pferdezucht und Zoologie
- Georg Baur (Professor für Landwirtsch. Betriebslehre), Rektor 1962–1963
- Alfred Beck (Professor für Tierheilkunde), Rektor 1934–1935
- Theodor Bergmann (1916–2017), Professor für international vergleichende Agrarpolitik
- Hans-Jürgen Beug (1932–2022),  Botaniker
- Regina Birner (* 1966), Sozialökonomin und Mitglied des Bioökonomierats
- Theo Bischoff (1926–1997), Agrartechnologe
- Ewald Böckenhoff (1929–2005), Agrarmarktökonom und langjähriger Berater der deutschen Landwirtschaftsminister
- Willi Alfred Boelcke (1929–2022),  Wirtschafts- und Sozialhistoriker sowie Publizist, Autor und Essayist
- Karl Brandt (1899–1975), deutsch-amerikanischer Wirtschaftswissenschaftler
- Heinz Breer (* 1946), Neurophysiologe, Leibnizpreisträger
- Frank Brettschneider (* 1965), Kommunikationswissenschaftler
- Percy Brigl (Professor für Chemie und Agrikulturchemie), Rektor 1928–1930 und 1933–1934
- Ralph Brinkhaus (* 1968), Politiker und Mitglied des Deutschen Bundestages
- Martina Brockmeier (* 1961), Agrarökonomin und Professorin für Internationalen Agrarhandel und Welternährungswirtschaft
- Walther Brouwer (1895–1979), Pflanzenbauwissenschaftler, Rektor 1958–1960
- Heinrich Buchenauer (* 1940), Agrarwissenschaftler und Phytopathologe
- Gertrud Buchenrieder (* 1964), Hochschullehrerin für Entwicklungsökonomie und -politik
- Andreas Büchting (* 1946), Agrarwissenschaftler und ehemaliger Vorstand und Aufsichtsratsvorsitzender der KWS-Saat
- Hans-Peter Burghof (* 1963), Professor für Bankwirtschaft und Finanzdienstleistungen

### C
- Alin Carabet (* 1972), rumänischer Phytomediziner
- Peter Carstens (Professor für Tierzuchtlehre), Rektor 1935–1938
- Wilhelm Claupein (1956–2023), ehemaliger Professor für Pflanzenbau
- Ferdinand Cohen-Blind (1844–1866), verübte das Attentat auf Otto von Bismarck

### D
- Stephan Dabbert (1958–2024), Agrarökonom und von 2012 bis 2024 Rektor der Universität Hohenheim
- Helmut Dalitz (* 1962), Botaniker und Leiter der Hohenheimer Gärten
- Leo Dempfle (* 1942), Hochschullehrer für Biometrie in der Tierzucht
- Herbert Doehner (1899–1985), Tierzüchter und Wollkundler
- Reiner Doluschitz (* 1956), Professor für Agrarinformatik und Management
- Werner Doppler (* 1941), Agrarökonom mit Schwerpunkt Entwicklungsländer
- Winfried Drochner (* 1943), Professor für Tierernährung
- Rhinaixa Duque-Thüs (* 1970), Botanikerin und Kuratorin des Herbariums Hohenheim

### E
- Klaus Werner Eichhorn (1938–1994), Agrarwissenschaftler, Fachbereich Phytopathologe und Rebschutz
- Uschi Eid (* 1949), Politikerin von Bündnis 90/Die Grünen, Staatssekretärin a. D.
- Hermann Eiselen (1926–2009), Unternehmer und Forschungsmäzen der Universität
- Franz Ellendorff (* 1941), Agrarwissenschaftler und Professor
- Ludwig Freiherr von Ellrichshausen, Rektor 1828–1832

### F
- Andrea Fadani (* 1965), Agrarökonom und Stiftungsmanager
- Oskar Farny (1891–1983), Politiker und Vorstandsvorsitzender der Allgäuland Käsereien
- Ulrich Fellmeth (* 1954), Althistoriker, Archivar und Museumsleiter der Universität Hohenheim
- Dietrich Karl Ernst Fewson (1925–2004), Agrarwissenschaftler, Populationsgenetiker und Tierzüchter
- Lutz Fischer (* 1960), Universitätsprofessor für Biochemie und Biotechnologie
- Walther Fischer-Schlemm (Professor für Landwirtsch. Maschinenwesen), Rektor 1951–1952
- Günther Franz (1902–1992), Agrarhistoriker
- Karl Friedrich Emil Fries (1813–1853), Agrarwissenschaftler
- Julia Fritz-Steuber (* 1967), Mikrobiologin und Hochschullehrerin
- Carl Fruwirth (1862–1930), österreichischer Agrarwissenschaftler
- Peter G. Fuchß (* 1946), Agrarökonom, Weinbauexperte, Ministerialdirigent
- John C. Funch (1852–1935), Gutsbesitzer, oldenburgischer Kammerpräsident sowie Antragsteller des Hohenheimer Promotionsrechts

### G
- Karl Gebhard (1800–1874), Professor der Forstwirtschaft
- Hans Geidel (1926–2020), Informatiker und Agrarstatistiker
- Hartwig H. Geiger (* 1939), Pflanzenzüchter
- Gerhard Geisler (1927–2010), Pflanzenbauwissenschaftler
- Alexander Gerybadze (* 1951), Wirtschaftswissenschaftler und Innovationsforscher
- Georg Gliemeroth (1907–1982), Pflanzenbauwissenschaftler
- Karl Göriz (1802–1853), Agrarwissenschaftler
- Harald Grethe (* 1965), Fachgebiet Internationaler Agrarhandel und Entwicklung
- Werner Grosskopf (* 1941), Agrarökonom und Genossenschaftswissenschaftler
- Friedrich Großmann (1927–2018), Agrarwissenschaftler des Pflanzenschutzes
- Wilhelm Heinrich von Gwinner (1801–1866), Autor und Forstmann

### H
- Harry Hahn (1915–2003), Chemiker
- Walter Hartmann, Akademischer Oberrat im Obstbau
- Wolfgang Haubold (* 1937), Chemiker, Hohenheimer Universitätspräsident 1990–1994
- Hans Hege (1885–1983), Landwirt, Aufsichtsratsvorsitzender der Süddeutschen Zucker-AG
- Hans-Ulrich Hege (1928–2021), Diplomlandwirt, Pflanzenzüchter und Maschinenbauer
- Franz Heidhues (1939–2014), Agrarökonom mit Schwerpunkt Entwicklungsländer
- Rüdiger Heining (* 1968), Diplom-Ökonom und Akademieleiter
- Wilhelm Henrichsmeyer (1935–2009), Ökonom und Agrarökonom
- Arno Henze (1936–2019), Agrarmarktökonom
- Wilhelm Hertenstein (1825–1888), schweizerischer Politiker und Bundespräsident
- Sebastian Hess (* 1975), Agrarökonom
- Jörg Hofmann (* 1955), Vorsitzender der IG Metall
- Korinna Huber (* 1960), Veterinärmedizinerin sowie Ernährungs- und Stoffwechselphysiologin der Nutztiere
- Karl Hurle (* 1939), Agrarwissenschaftler insbesondere der Herbologie

### J
- Raimund Jehle (* 1966), Agrarökonom und Leiter des Regionalprogramms Europa und Zentralasien der FAO
- Marion J. Johannsen (* 1950), Vorsitzende des Universitätsrates und Ehrensenatorin Hohenheims
- Erhard Jung (1902–1945), Professor für Geologie und Bodenlehre, Rektor Hohenheim 1938–1941

### K
- Günter Kahnt (1929–2025), Agrarwissenschaftler im allgemeinen Pflanzenbau und ökologischen Landbau
- Hans Kammler (1935–2014), Politikwissenschaftler
- Ellen Kandeler (* 1957), Biologin insbesondere der Bodenbiologie
- Bingsheng Ke (* 1955), Präsident der Landwirtschaftlichen Universität Chinas, studierte in Hohenheim
- Walter Keidel (1911–1997), Vorstandsvorsitzender der ZG Raiffeisen Karlsruhe und  Ehrensenator der Universität Hohenheim
- Helmut Kilpper (1919–1996), Vorstandssprecher der Südzucker Mannheim AG und Ehrensenator der Universität Hohenheim
- Manfred Kirchgeßner (1929–2017), Ernährungs- und Tierphysiologe
- Oskar von Kirchner (1851–1925), Hohenheimer Botaniker
- Werner Kirsch (1901–1975), Agrarwissenschaftler, Fütterungsexperte und Tierzüchter
- Ernst Klapp (1894–1975), Agrarwissenschaftler, er gilt als Begründer der Grünlandwissenschaft
- Siegfried Kleisinger (* 1944), Agrarwissenschaftler der Verfahrenstechnik in der Pflanzenproduktion
- Adolf Klenk (* 1955), Chemiker, studierte und promovierte in Hohenheim
- Gerhard Knecht (1942–2020), Agrarökonom und Hochschullehrer
- Johannes Knecht (1904–1990), Agrarökonom, Landwirtschaftslehrer und Gründungsdirektor der Höheren Landbauschule Nürtingen
- Werner Koch (1933–2000), Herbologe
- Karlheinz Köller (* 1946), Fachgebiet Verfahrenstechnik in der Pflanzenproduktion und Prorektor für Forschung
- Gert Kollmer-von Oheimb-Loup (1949–2021), Wirtschafts- und Sozialhistoriker, Honorarprofessor für Wirtschafts- und Sozialgeschichte
- Paul Koenig (1881–1954), Apotheker, Agrarwissenschaftler und Tabakforscher, Ehrendoktor der LH Hohenheim
- Ulrich Koester (* 1938), Agrarökonom, Hochschullehrer in Kiel, Ehrendoktor der Universitäten Hohenheim und Gießen
- Albrecht Köstlin (1905–1970), Agrarökonom, Landarbeitswissenschaftler und Bautechnologe der Landwirtschaft
- Jasmin Kosubek (* 1987), Fernsehmoderatorin
- Hermann Kraemer (1872–1940), Schweizer Tierzuchtkundler
- Wolfgang Kraus (1931–2025), Chemiker sowie Hochschullehrer in Tübingen und Hohenheim
- Winfried Kretschmann (* 1948), Politiker von Bündnis 90/Die Grünen, Ministerpräsident von Baden-Württemberg seit 2011
- Jörn Kruse (* 1948), Wirtschaftswissenschaftler und Politiker verschiedener Parteien
- Wolfgang Kuhn (* 1956), Mitglied des Universitätsrats und Vorstandsmitglied im Universitätsbundes
- Heinz Dieter Kutzbach (1940–2024), Ingenieur und Landtechniker

### L
- Georg Lakon (1882–1959), Botaniker und Saatgutforscher
- Wilhelm Lampeter (1916–2003), Agrarwissenschaftler und Professor an den Universitäten in Leipzig und Halle (Saale)
- Elias Landolt (1821–1896), Oberforstmeister des Kantons Zürich und Professor für Forstwissenschaft am Eidgenössischen Polytechnikum in Zürich
- Bodo Lehmann (* 1979), Politik- und Kommunikationswissenschaftler, Leiter der baden-württembergischen Landesvertretung bei der Europäischen Union in Brüssel
- Karl Magnus Graf Leutrum von Ertingen (* 1931), Diplomlandwirt, Senator e. h. und Ehrenvorsitzender des Universitätsbundes
- Iris Lewandowski (* 1964), Agrarwissenschaftlerin und Co-Vorsitzende des deutschen Bioökonomierats (2020–2023)
- Hans-Peter Liebig (* 1945), Agrarwissenschaftler für Gartenbau, 2002–2012 Rektor der Universität Hohenheim
- Werner Lindenbein (1902–1987), Agrikulturbotaniker und Saatgutforscher
- Franz Martin Lingens (1925–2023), Mikrobiologe in Hohenheim
- Hermann Losch (1863–1935), Geistlicher, Hochschullehrer und Nationalökonom
- Emil Lowig (Professor für Acker- und Pflanzenbau), Rektor 1945
- Uwe Ludewig (* 1967), Pflanzenphysiologe

### M
- Klaus Macharzina (* 1939), Ökonom und Betriebswissenschaftler, Hohenheimer Universitätspräsident 1994–2002
- Kurt Maiwald (1899–1960), Agrikulturchemiker, Fachgebiet Pflanzenernährung
- Stefan Mappus (* 1966), Ministerpräsident von Baden-Württemberg von 2010 bis 2011
- Horst Marschner (1929–1996), Pflanzenphysiologe, Fachgebiet Mineralstoffwechsel
- Bernhard Mattes (* 1956), Vorsitzender der Geschäftsführung der Ford-Werke GmbH
- Albrecht E. Melchinger (* 1949), Pflanzenzüchter und Seniorprofessor der Universität Hohenheim
- Karl-Heinz Menke (1927–2025), Tierernährer und Erfinder des Hohenheimer Futterwerttests
- Gerhard Michael (1911–2004), Agrikulturchemiker auf dem Gebiet der Pflanzenernährung
- Hermann Mölbert (1916–1997), Landarbeitswissenschaftler und Bautechnologe, Direktor des Kuratoriums für Technik und Bauwesen in der Landwirtschaft
- Eberhard Moser (1926–1988), Agrartechnologe, Leiter des Fachgebiets Verfahrenstechnik für Intensivkulturen
- Werner Mühlbauer (* 1941), Ingenieur und Lehrstuhlinhaber Agrartechnik in den Tropen und Subtropen
- Holger Mühlenkamp (* 1958), Ökonom, 1998 bis 2003 Professor an der Universität
- Torsten Müller (* 1961), Agrarwissenschaftler für Bodenchemie und Düngung; Studiendekan der Fakultät Agrarwissenschaften
- Adolf Münzinger (1876–1962), Agrarökonom und langjähriger Rektor der Landwirtschaftlichen Hochschule Hohenheim

### N
- Friedrich Wilhelm Nagel (1940–2024), Agrarwissenschaftler, Ökonom und Diplomat der Europäischen Union
- Friedrich Nies (1839–1895), Geologe, Mineraloge und Paläontologe

### O
- Michael-Jörg Oesterle (* 1960), Wirtschaftswissenschaftler in Hohenheim und Prorektor der Uni Stuttgart

### P
- Heinrich Wilhelm von Pabst (Professor für Landwirtschaft), Direktor 1845–1850
- Carola Pekrun (* 1963), Pflanzenbauwissenschaftlerin, Prorektorin an der Hochschule für Wirtschaft und Umwelt Nürtingen-Geislingen
- Otto Pflugfelder (1904–1994), Biologe insbesondere der Zoologie
- Ulrich Planck (* 1922), Agrarsoziologe
- Roderich Plate (1907–1993), Agrarmarktökonom,  Mitherausgeber der Zeitschrift Agrarwirtschaft
- Felix Plieninger (Professor für Geologie und Mineralogie), Rektor 1927–1928
- Wolfgang Plischke (* 1951), früheres Vorstandsmitglied der Bayer AG, Mitglied des Universitätsrates der Universität Hohenheim
- Gerhard Pollmer (1926–2013), Agrarwissenschaftler für Pflanzenbau und Pflanzenzüchtung
- Helmut Prassler (1923–1987), Politiker (CDU), unter anderem Präsident der LA für Umweltschutz Baden-Württemberg
- Andreas Pyka (* 1969), Wirtschaftswissenschaftler und Hochschullehrer für Innovationsökonomie

### Q
- Matin Qaim (* 1969), Agrarwissenschaftler und Professor für Agrarökonomie

### R
- Bernhard Rademacher (1901–1973), Phytopathologe an der Landwirtschaftlichen Hochschule Hohenheim
- Ludwig von Rau (Professor für Landwirtschaft), Rektor 1872–1882
- Annette Reineke (* 1968), Phytomedizinerin
- Ludwig Reiner (1937–2023), Hochschullehrer und Agrarinformatiker
- Erwin Reisch (1924–2018), Agrarökonom, Altpräsident der Universität Hohenheim
- Walter Rentschler (Professor für Physik und Meteorologie), Rektor 1965–1967
- Otto Rettenmaier (1926–2020), Unternehmer und Ehrensenator der Universität Hohenheim
- Hans Rheinwald (1903–1968), Agrarwissenschaftler
- Hans Riehm (1902–1984), Agrikulturchemiker und Bodenkundler
- Ludwig-Wilhelm Ries (1891–1974), Agrarwissenschaftler, er gilt als Begründer und Pionier der Arbeitslehre im Landbau
- Helmut Röhm (Professor für Agrarpolitik und Sozialökonomik des Landbaues), Rektor 1967–1969
- Volker Römheld (1941–2013), Agrarwissenschaftler, Professor für Pflanzenernährung in Hohenheim
- Wilhelm Conrad Röntgen (1845–1923), Professor für Physik und Mathematik in Hohenheim von 1875 bis 1876, Nobelpreis für Physik 1901
- Günter Rohrmoser (1927–2008), Sozialphilosoph
- Peter Ruckenbauer (1939–2019), österreichischer Pflanzenzüchter, er war 1983–1989 Professor für Pflanzenzucht in Hohenheim
- Max Rüdiger (Professor für Landwirtsch. Technologie), Rektor 1947–1949
- Kurt von Rümker (1859–1940), Agrarwissenschaftler und Begründer der wissenschaftlichen Pflanzenzüchtung in Deutschland
- Caroline Ruiner (* 1979), Soziologin und Betriebswirtschaftlerin
- Hans-Hartwig Ruthenberg (1928–1980), Agrarökonom mit Schwerpunkt Entwicklungsländer

### S
- Satyabrata Sarkar (1928–2022), indischer Biologe, Experte für Virologie und Bakteriologie
- Walter Erich Schäfer (1901–1981), Agronom, Dramaturg und Generalintendant des Württembergischen Staatstheaters
- Michael Schenk (* 1948), Kommunikationswissenschaftler
- Ernst Schlichting (1923–1988), Bodenkundler
- Johann Adam Schlipf (1796–1861), Landwirtschaftslehrer, Verfasser eines landwirtschaftlichen Standardlehrbuchs
- Philipp M. Schlüter (* 1978), Evolutionsbiologe in Hohenheim
- Jonas Schmidt (1885–1958), Tierzüchter und Fütterungsexperte
- F. Wolfgang Schnell (1913–2006), Pflanzenzüchter
- Siegfried Scholtyssek (1924–2005), Agrarwissenschaftler, Tierzüchter und Geflügelzuchtwissenschaftler
- Helmut Scholz (1929–2022), promovierter Diplomlandwirt, Ministerialbeamter und Staatssekretär in Bonn
- Hermann Schreiber (1932–2023), Physiker an der Universität Hohenheim
- Heinrich Schröder (Professor für Botanik), Rektor 1925–1926 und 1931–1932
- Heinrich Otto Schüle (* 1963), Agrarökonom, Professor für Betriebswirtschaft an der Hochschule Nürtingen
- Georg Schwarz (Professor für Landwirtsch. Technologie), Rektor 1956–1958
- Johann Nepomuk Hubert von Schwerz (1759–1844), Gründungsdirektor der Landwirtschaftlichen Akademie Hohenheim
- Georg Segler (1906–1978), Agrarwissenschaftler und Landtechnikprofessor
- Günther Siebert (Professor für Ernährungsphysiologie), Rektor 1969–1970
- Robert Silbereisen (1928–2016), akad. Oberrat, Versuchsstation für Intensivkulturen Agrarökologie
- Hugo Sohnle (Professor für Tierheilkunde), Rektor 1924–1925
- Karl Stahr (* 1945), Hochschullehrer für Bodenkunde
- Jürgen Stark (1948), Chefvolkswirt der Europäischen Zentralbank
- Franz Schenk von Stauffenberg (1878–1950), Chef OEW, Milchhof Stuttgart, Omira Ravensburg
- Albert Schultz-Lupitz (1831–1899), Pflanzenernährer und Mustergutbesitzer
- Adolf M. Steiner (* 1937), Saatgutforscher und Keimungsphysiologe
- Gottlieb Stengel (1897–1981), Diplomlandwirt und Direktor der Ackerbauschule Hohenheim
- Rudolf Stösser (1938–2004), Inhaber des Lehrstuhls für Obst- und Gartenbau
- Otto C. Straub (1930–2021), Tierarzt und apl. Prof. für veterinärmedizinische Virologie
- Ernst Valentin von Strebel (1846–1927), Pflanzenbauwissenschaftler und Agrarökonom
- Alfred Stroppel (1934–2023), Inhaber des Lehrstuhls Verfahrenstechnik in der Pflanzenproduktion

### T
- George Turner (* 1935), Jurist und Wissenschaftspolitiker, Präsident der Universität Hohenheim 1970–1986

### U
- Roland Ulmer (* 1937), Verleger und Ehrensenator der Universität Hohenheim

### V
- Markus Voeth (* 1968), Betriebswirt
- Ralf T. Vögele (* 1963), Biologe und Phytopathologe, Dekan der Agrarfakultät in Hohenheim
- Lothar Vollmer (1936–2023), Professor der Rechtswissenschaften 1980–2001 in Hohenheim
- Heinrich Volz (Professor für Landwirtschaft), Rektor 1832–1837
- Otto von Vossler (Professor für Landwirtschaft), Direktor 1884–1897

### W
- Johann Wacker (Professor für Acker- und Pflanzenbau), Rektor 1922–1924 und 1930–1931
- Georg Wagner (1885–1972), Geologe und Hochschullehrer
- Heinrich Karl Walter (1898–1989), deutsch-russischer Geobotaniker und Öko-Physiologe
- Adolf Richard Walther (Professor für Tierzuchtlehre), Rektor 1932–1933
- Gustav Walz (1804–1876), Agrarwissenschaftler und Direktor der Landwirtschaftlichen Akademie in Hohenheim
- Hermann Warmbold (1876–1976), Agrarwissenschaftler, Manager und Politiker
- Franz Waterstradt (1872–1914), Agrarwissenschaftler
- August von Weckherlin (Professor für Landwirtschaft), Rektor 1837–1845
- Karl-Heinz Wehrheim (* 1959), Winzer in der Pfalz
- Markus Weinmann (* 1974), Agrarwissenschaftler insbesondere der Pflanzenphysiologie
- Günther Weinschenck (1926–2018), Agrarökonom und Hohenheimer Betriebswissenschaftler
- Jochen Weiss (* 1969), Ernährungswissenschaftler
- Hermann von Werner (Professor für Landwirtschaft), Direktor 1865–1872
- Nicolaus von Wirén (* 1962), Agrarbiologe
- Paul Horst Wieser (1932–2022), Physiker
- Werner Wöhlbier (1899–1984), Agrarwissenschaftler, Agrikulturchemiker, Fachbereich Fütterung
- Emil von Wolff (1818–1896), Agrikulturchemiker
- Margarete von Wrangell (1877–1932), deutsch-baltische Agrikulturchemikerin und die erste ordentliche Professorin an einer deutschen Hochschule

### Y
- Teijiro Yamamoto (1870–1937), japanischer Agronom, Unternehmer, Parlamentarier und Minister, Handels- und Landwirtschaftsminister in Japan

### Z
- Jürgen Zeddies (* 1942), Agrarökonom
- Christian Zeller (1807–1865), Agrarwissenschaftler und Abgeordneter
- Ecke von Zezschwitz (1922–2003), Bodenkundler, Agrikulturchemiker und Geologe
- Walter Zimmermann (Professor für Landwirtsch. Technologie), Rektor 1941–1945
- Wilhelm von Zipperlen (1829–1905), Tierarzt und Hochschulprofessor für Tierheilkunde
- Christian Zörb (* 1966), Pflanzenphysiologe